# Рой (Юта)
Рой (англ. Roy) — місто (англ. city) в США, в окрузі Вебер штату Юта. Населення — 39 306 осіб (2020).

## Географія
Рой розташований за координатами 41°10′18″ пн. ш. 112°2′53″ зх. д. / 41.17167° пн. ш. 112.04806° зх. д. (41.171601, -112.048000).  За даними Бюро перепису населення США в 2010 році місто мало площу 20,50 км², уся площа — суходіл.

### Клімат
| Клімат : Рой            | Клімат : Рой | Клімат : Рой | Клімат : Рой | Клімат : Рой | Клімат : Рой | Клімат : Рой | Клімат : Рой | Клімат : Рой | Клімат : Рой | Клімат : Рой | Клімат : Рой | Клімат : Рой | Клімат : Рой |
| Показник                | Січ.         | Лют.         | Бер.         | Квіт.        | Трав.        | Черв.        | Лип.         | Серп.        | Вер.         | Жовт.        | Лист.        | Груд.        | Рік          |
| Абсолютний максимум, °C | 17,2         | 20,0         | 25,6         | 30,6         | 35,6         | 39,4         | 42,2         | 40,0         | 37,8         | 35,0         | 23,9         | 17,8         | 42,2         |
| Середній максимум, °C   | 2,8          | 6,1          | 12,2         | 17,8         | 23,3         | 28,9         | 34,4         | 33,3         | 27,2         | 18,9         | 10,0         | 3,3          | 18,3         |
| Середня температура, °C | −2,8         | 0,4          | 5,1          | 10,0         | 14,9         | 19,8         | 24,4         | 23,2         | 17,7         | 11,3         | 3,8          | −1,1         | 10,6         |
| Середній мінімум, °C    | −7,2         | −5           | 0,0          | 3,3          | 7,8          | 12,2         | 16,1         | 15,0         | 9,4          | 3,9          | −1,7         | −6,1         | 4,0          |
| Абсолютний мінімум, °C  | −32,2        | −29,4        | −15,6        | −15          | −3,9         | 0,0          | 3,9          | 1,7          | −2,2         | −7,8         | −25,6        | −27,8        | −32,2        |
| Норма опадів, мм        | 45           | 43           | 47           | 48           | 52           | 34           | 15           | 19           | 35           | 47           | 42           | 42           | 468          |
| ----------------------- | ------------ | ------------ | ------------ | ------------ | ------------ | ------------ | ------------ | ------------ | ------------ | ------------ | ------------ | ------------ | ------------ |
| Джерело: weather.com    |              |              |              |              |              |              |              |              |              |              |              |              |              |

## Демографія
Згідно з переписом 2010 року, у місті мешкали 36 884 особи в 12 174 домогосподарствах у складі 9480 родин. Густота населення становила 1799 осіб/км².  Було 12599 помешкань (615/км²).
Расовий склад населення:
| - 87,0 % — білих - 1,9 % — азіатів - 1,1 % — чорних або афроамериканців - 0,6 % — корінних американців - 0,2 % — вихідців з тихоокеанських островів - 5,8 % — осіб інших рас |

До двох чи більше рас належало 3,4 %. Частка іспаномовних становила 13,5 % від усіх жителів.
За віковим діапазоном населення розподілялося таким чином: 31,5 % — особи молодші 18 років, 59,3 % — особи у віці 18—64 років, 9,2 % — особи у віці 65 років та старші. Медіана віку мешканця становила 30,0 року. На 100 осіб жіночої статі у місті припадало 98,8 чоловіків;  на 100 жінок у віці від 18 років та старших — 96,1 чоловіків також старших 18 років.
Середній дохід на одне домашнє господарство  становив 68 121 долар США (медіана — 62 598), а середній дохід на одну сім'ю — 72 821 долар (медіана — 67 527). Медіана доходів становила 46 390 доларів для чоловіків та 33 996 доларів для жінок. За межею бідності перебувало 12,1 % осіб, у тому числі 18,8 % дітей у віці до 18 років та 5,0 % осіб у віці 65 років та старших.
Цивільне працевлаштоване населення становило 16 947 осіб. Основні галузі зайнятості: освіта, охорона здоров'я та соціальна допомога — 16,4 %, виробництво — 14,7 %, публічна адміністрація — 12,6 %, роздрібна торгівля — 11,8 %.